# Riccardo Filippi
Riccardo Filippi (ur. 25 stycznia 1931 w Ivrei, zm. 21 kwietnia 2015 w Lessolo) – włoski kolarz szosowy, złoty medalista mistrzostw świata.

## Kariera
Największy sukces w karierze Riccardo Filippi osiągnął w 1953 roku, kiedy zdobył złoty medal w wyścigu ze startu wspólnego amatorów podczas mistrzostw świata w Lugano. W zawodach tych wyprzedził bezpośrednio swego rodaka Gastone Nenciniego oraz Belga Rika Van Looya. Był to jednak jedyny medal wywalczony przez Filippiego na międzynarodowej imprezie tej rangi. Ponadto wygrywał włoski wyścig Trofeo Baracchi w latach 1953-1955, a w 1957 roku był drugi w Mistrzostwach Zurychu. Dwukrotnie startował w Giro d'Italia, najlepszy wynik osiągając w 1956 roku, kiedy zajął 25. miejsce w klasyfikacji generalnej. Nigdy nie wystąpił na igrzyskach olimpijskich. Jako zawodowiec startował w 1953-1960.

## Najważniejsze zwycięstwa i sukcesy
- 1953
  - mistrzostwo świata amatorów w wyścigu ze startu wspólnego
  - 1. Trofeo Baracchi
- 1954
  - 1. Trofeo Baracchi
- 1955
  - 1. Trofeo Baracchi
- 1957
  - 2. Mistrzostwa Zurychu